# Вибух потягу 904
44°08′21″ пн. ш. 11°10′24″ сх. д. / 44.139102° пн. ш. 11.173418° сх. д.
Вибух поїзду 904 (італ. Strage del Rapido 904, Strage di Natale — різдвяна різанина)) — терористичний акт, який стався 23 грудня 1984 року в тунелі Апеннінського бази. У швидкісному поїзді 904 (Rapido 904) з Неаполя до Мілана вибухнула бомба, загинуло 16 і поранено 266 людей. Місце вибуху було поблизу місця теракту в Італікус Експрес десять років до того.
Мотивом вибуху було відвернути італійські сили безпеки від розслідування справи щодо сицилійської мафії після того, як свідчення переможця мафії Томмазо Бушетти прокурору з антимафії Джованні Фальконе привели до серії ордерів на арешт у вересні 1984 року, що згодом призвело до Процесу Максі проти 475 фігурантів мафії. Бос мафії Джузеппе Кало, також відомий як «Піппо», був засуджений за замовлення та організацію нападу в лютому 1989 року. У квітні 2011 року «бос босів» мафії Сальваторе Ріїна був звинувачений у замовленні вибуху.

## Вибух
У неділю, 23 грудня 1984 року Rapido 904 їхав з Неаполя до Мілану. Він їхав на північ, переповнений 700 пасажирами, які поверталися додому або відвідували родичів у зв'язку з майбутніми різдвяними святами. О 19:08 вибухнула бомба в дев'ятому вагоні 2-го класу посередині потяга. Потяг знаходився за 8 кілометрів у Апеннінському базисному тунелі, на лінії Флоренція — Болонья поблизу Верніо, на довгій прямій ділянці з обмеженнями швидкості до 160 км/год у той час і їхав зі швидкістю 150 км/год.
Бомбу було поміщено на багажну полицю, коли поїзд перебував на залізничному вокзалі Флоренції Санта Марія Новелла. На відміну від вибухів у поїздах у попередні десятиліття політичних потрясінь, бомба була дистанційно керована і була підірвана, коли поїзд був глибоко в тунелі, щоб максимізувати шкоду. Бомба вибухнула за планом. Її ударна хвиля, відбита бортами тунелю, вибила всі віконні скла та внутрішні двері, кидаючи у відсіки, схожі на осколки, осколки. 15 загинули в результаті вибуху, ще один помер пізніше від поранень.
Було застосовано екстрене гальмування, і потяг зупинився приблизно за тисячу метрів від вибуху, за 8 кілометрів від північного входу та 10 від південного. Провідник поїзда Джан Клаудіо Б'янкончіні — під час останньої подорожі перед відставкою — був поранений у потилицю, але зумів додзвонитися за службовим телефоном та покликати на допомогу.

## Перша реакція
Б'янкончіні надав першу невідкладну допомогу пасажирам, поки неонові вогні галереї згасали, оскільки вибух знищив повітряні дроти. Рятувальники зіткнулися з проблемами під'їзду до місця стихійного лиха. Рятувальники зібралися біля південного входу в тунель, але були заблоковані густим димом, що виходив з нього. Через півтори години перші службові транспортні засоби, відправлені на місце події, змогли доїхати до постраждалого потяга, без жодного натяку на те, що сталося.
Радіозв'язок був ускладненим, що погіршувався через відсутність мобільного радіозв'язку; була погана погода, поїзд був глибоко всередині тунелю і сильний запах чорного пороху погіршував дихання. Хоча пошкодження та задимлення заважали швидкому доступу з південного входу, вітер, що розносив дим на південь, був щасливим, уникаючи скупчення диму в тунелі та залишаючи північний вхід — найближчий до центру реагування на надзвичайні ситуації в Болоньї — відносно чистим.
З Болоньї привезли дизель-електричний двигун, щоб відновити головну частину пошкодженого потяга, дозволивши рятувальникам дістатися до підірваного вагона. Вагони рятувального потяга використовувалися як машини швидкої допомоги, які перевозили поранених і доставили їх на станцію Сан-Бенедетто-Валь-ді-Самбро. Недооцінка масштабів інциденту призвела до того, що в рятувальному потягі був присутній лише один лікар. 15 карет швидкої допомоги доставили критичних пацієнтів в Болонью Ospedale Maggiore, у супроводі Polizia di Stato та Carabinieri.
Спеціальний план, розроблений після вибухів у попередні роки, включаючи вибух Італікус Експрес та Болонську різанину, був задіяний вперше. Це відіграло важливу роль у забезпеченні швидкого реагування: місцева поліція зарезервувала деякі дороги для маршрутів швидкої допомоги, тоді як координацією між реагуючими керувала Bologna Soccorso, регіональна група з управління надзвичайними ситуаціями, що виникла з пізнього CePIS (і яка в кінцевому підсумку стане ядром національної надзвичайної ситуації). мережа реагування).
Випустивши першу партію постраждалих пасажирів, потяг швидко повернувся в тунель і забрав неушкоджених пасажирів, які почали страждати від холодного вітру. Однак дим від його дизельних двигунів ненавмисно заповнив тунель. Пасажири та рятувальники, які залишалися в тунелі, повинні були бути забезпечені кисневими масками. Після того, як потяг відійшов, жінку знайшли в шоковому стані в порожнині тунелю, її пішки доставили до сусідньої станції Ка'ді Ландіно. Під час евакуації останніх пасажирів почав падати сніг.

## Відповідальність
Через кілька годин після вибуху відповідальність взяли на себе низка лівих і правих груп. Офіційні підозри зосереджені на терористах-неофашистах, оскільки напад стався на тій самій залізничній ділянці, на якій у 1974 році праві екстремісти бомбили потяг Italicus, убивши дванадцять і поранивши 48. Прокуратура негайно розпочала розслідування. Для визначення виду використаної вибухівки та динаміки катастрофи було призначено хімічне та балістичне дослідження. Свідка знайшли: він бачив, як двоє людей кладуть дві сумки в багажник 9-го вагона на вокзалі Флоренції, тому розслідування було доручено прокуратурі Флоренції.
У березні 1985 року бос мафії Джузеппе Кало та Гвідо Черкола були зупинені в Римі та ув'язнені за злочини, пов'язані з торгівлею наркотиками. Схованку Кало було знайдено 11 травня в невеликому сільському котеджі поблизу Поджіо Сан-Лоренцо в Рієті: обшуки знайшли в підвалі валізу з двома меншими футлярами, всередині яких були батарейки, радіоприймач, радіопередавач, антени, дроти, зброя та вибухівка. Ця вибухівка була перевірена судово-медичними лабораторіями в Римі та Флоренції, і виявилося, що вона така ж, як і в поїзді 904.
9 січня 1986 року прокурор П'єрлуїджі Вінья звинуватив Кало і Черколу у різанині. Згідно з розслідуванням, вибух мав на меті відвернути сили державної безпеки від розслідування сицилійської мафії після того, як у вересні 1984 року свідчення переворотника мафії Томмазо Бушетти перед суддею з антимафії Джованні Фальконе привели до серії ордерів на арешт у вересні 1984 року до процесу Maxi проти 474 обвинувачених у мафії.
Черкола був пов'язаний з німцем Фрідріхом Шаудіном, який створив електронні пристрої для використання під час вибуху. Ці пристрої були знайдені в будинку Піппо Кало. Було виявлено багато зв'язків між Кало, Каморрою та крайньо правими неофашистськими групами. Кало мав зв'язки з масонською ложею P2 і Banda della Magliana, і був добре відомий багатьом італійським терористам, включаючи Кріштіану та Валеріо Фіораванті, Массімо Кармінаті та Вальтера Сорді.

## Суд
25 лютого 1989 року кримінальний суд Флоренції визнав Піппо Кало, Черколу та пов'язаних з ними людей (Альфонсо Галеота, Джуліо Піроцці та боса Каморри Джузеппе Міссо) винними, засудивши їх до довічного ув'язнення за різанину. Франко Ді Агостіно був засуджений до 28 років ув'язнення, Шаудін — до 25, а інші учасники розслідування отримали незначні покарання. Суд у другому класі відбувся 15 березня 1990 року у Флоренції Джуліо Кателані. Ув'язнення Кало і Черколи було підтверджено, а Ді Агостіно був засуджений до довічного ув'язнення. Міссо, Піроцці та Галеота були звільнені у зв'язку з різаниною, але визнані винними у зберіганні вибухівки. Було визнано, що Шаудін офіційно не пов'язаний з мафією, і його вирок за різанину було змінено на 22 роки.
5 березня 1991 року Corte di Cassazione під головуванням Коррадо Карневале несподівано скасував вирок. Генеральний прокурор Антоніно Скопелліті був проти цього рішення і закликав до справедливого переслідування злочину. Карневал дозволив новий розгляд підозрюваних судом Флоренції. Вироки Кало і Черкола були підтверджені, Ді Агостіно отримав 24 роки, Шаудинн отримав 22. Покарання Міссо було скорочено до трьох років; Галеота і Піроцці засуджені до вісімнадцяти місяців, їхня роль у різанині вважається маргінальною.
Того ж дня Галеота та Піроцці разом із дружиною останнього Рітою Касоларо та дружиною Міссо Ассунтою Сарно поверталися до Неаполя, коли їх автомобіль протаранив на автомагістралі A1 біля виїзду Афрагола — Асерра. Вбивці, надіслані кланами Каморри, відкрили вогонь, убивши Галеоту і Сарно (страчених пострілом у рот). Джуліо Піроцці та його дружину врятувала поліцейська машина, яка випадково виїхала на зустрічну смугу, змусивши вбивць втекти.
Corte di Cassazione підтвердив вироки 24 листопада 1992 року, офіційно визнавши «скоординовану руку мафії» у катастрофі. 18 лютого 1994 року суд Флоренції звільнив члена парламенту MSI Массімо Аббатанджело від звинувачення у різанині, але визнав його винним у передачі вибухівки Міссо на початку 1984 року. Аббатанджело був засуджений до 6 років позбавлення волі. Рідні постраждалих просили посилити покарання, але програли апеляцію та були змушені оплатити судові витрати.
3 січня 2005 року Гвідо Черкола вбив себе в колонії Сульмони. Він задушився шнурками та помер, коли його доставили до лікарні. 
27 квітня 2011 року Управління по боротьбі з мафією Неаполя видало наказ про взяття під варту проти «боса босів» мафії Тото Ріїни, голови Комісії сицилійської мафії, вважаючи його мізком, який стоїть за різаниною. Прокурори заявили, що вибухівка, використана для нападу на поїзд 904, була такою ж, якою була вбита суддя Антимафії Паоло Борселліно та його супроводжувач на Віа Д'Амеліо 19 липня 1992 року.

## Список постраждалих
Джерело:
- Джованбаттіста Альтобеллі (51)
- Анна Марія Бранді (26)
- Анжела Кальванезе в De Simone (33)
- Анна де Сімоне (9)
- Джованні де Сімоне (4)
- Нікола де Сімоне (40)
- Сюзанна Каваллі (22)
- Люсія Серрато (66)
- П'єр Франческо Леоні (23)
- Луїзелла Матараццо (25)
- Кармін Мочча (30)
- Валерія Морателло (22)
- Марія Луїджія Моріні (45)
- Федеріка Тальялатела (12)
- Абрамо Вастарелла (29)
- Джоаккіно Тальялатела (50, помер від ран)

## Дивитися також
- Тероризм